# 油滴實驗

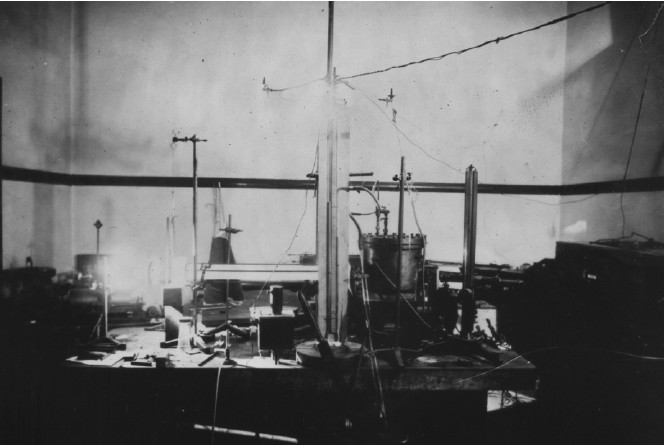
密立坎實驗裝置。

油滴實驗（Oil-drop experiment），是羅伯特·密立坎（Robert Millikan）與哈維·福萊柴爾（Harvey Fletcher）在1909年所進行的一項物理學實驗，實驗地點位於美國芝加哥大學的瑞爾森物理實驗室（Ryerson Physical Laboratory）。羅伯特·密立根因而獲得1923年的諾貝爾物理學獎。
此實驗的目的是要測量單一電子的電荷。方法主要是平衡重力與電力，使油滴懸浮於兩片金屬電極之間。並根據已知的電場強度，計算出整顆油滴的總電荷量。重複對許多油滴進行實驗之後，密立根發現所有油滴的總電荷值皆為同一數字的倍數，因此認定此數值為單一電子的负電荷e：
{\displaystyle e=1{.}602\cdot 10^{-19}} 庫侖
到2006年為止，已知基本電荷值為1.60217653(14) x 10−19庫侖。密立根在諾貝爾獎頒獎典禮上，表示他的計算值為4.774(5) x 10−10靜庫侖（等於1.5924(17) x 10−19庫侖）。現在已知的數值與密立根的結果差異小於百分之一，但仍比密立根測量結果的標準誤差（standard error）大了5倍，因此具有統計學上的顯著差異。

## 實驗裝置

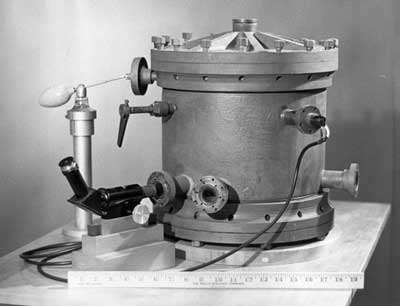
密立根的原本的油滴实验设备, 大约1909-1910年。

密立根設置了一個均勻電場，方法是將兩塊金屬板以水平方式平行排列，作為兩極，兩極之間可產生相當大的電位差。金屬板上有四個小洞，其中三個是用來將光線射入裝置中，另外一個則設有一部顯微鏡，用以觀測實驗。噴入平板中的油滴可經由控制電場來改變位置。
為了避免油滴因為光線照射蒸發而使誤差增加，此實驗使用蒸氣壓較低的油。其中少數的油滴在噴入平板之前，因為與噴嘴摩擦而獲得電荷，成為實驗對象。

## 實驗與原理
在此實驗中，油滴的運動方向共受四個力量影響：
1. 空氣阻力（向上）
2. 重力（向下）
3. 浮力（向上）
4. 電場力（向上）

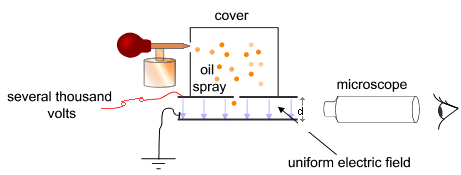
油滴實驗簡圖。

首先噴入的油滴會因為電場尚未開啟而下墜（以重力加速度），並很快的因為與空氣的摩擦而到達終端速度（等速下墜）。接著開啟電場，假如此電場強度夠強（或稱電場力，FE），那麼將會使部分具有電荷的油滴開始上升。之後選出一個容易觀察的油滴，利用電壓的調整使油滴固定於電場中央，並使其他油滴墜落。接下來的實驗將只針對此一油滴進行。
然後關閉電場使油滴下降，並計算油滴在下墜時終端速度v1，再根據（Stokes' Law）算出油滴所受的空氣阻力：
{\displaystyle F=6\pi r\eta v_{1}\,} （空氣阻力，方向向上）
v1 為油滴的終端速度；η 為空氣的黏滯係數；r 為油滴半徑。
重量W（重力）等於體積V乘上密度ρ，且由於使油滴下降的力量為重力，因此下墜加速度為g。假設油滴為完美球型，則重力W可寫成
{\displaystyle W={\frac {4}{3}}\pi r^{3}g\rho \,} （重力，方向向下）
ρ為油滴密度
不過若要獲得較為精確的數值，則重量必須減去空氣對油滴造成的浮力（等於和油滴相等體積的空氣重量）。假設油滴為完美球型，則浮力B可寫成
{\displaystyle B={\frac {4}{3}}\pi r^{3}g\rho _{air}\,} （浮力，方向向上）
ρair為空氣密度。
上兩式合併如下：
{\displaystyle W-B={\frac {4}{3}}\pi r^{3}g(\rho -\rho _{air})\,} （重力 - 浮力）
到達終端速度時加速度為零（等速下降），此時作用於油滴的合力為零，使F與W-B互相抵銷，也就是{\displaystyle F=W-B}，由此可得：
{\displaystyle r^{2}={\frac {9\eta v_{1}}{2g(\rho -\rho _{air})}}\,}
一旦求得r（太小以致無法直接測量），則W也可算出。 
再來將電場重新開啟，此時作用於油滴的電場力為
{\displaystyle F_{E}=qE\,} （電場力，方向向上）
q為油滴電荷；E為電極板之間的電場。
平行板狀電極產生的電場則可以下式求得：
{\displaystyle E={\frac {V}{d}}\,}
V為電位差；d為平板之間的距離。
若以較為直截了當的方法，q可經由調整V使油滴固定，再由FE = W - B算出：
{\displaystyle q={\frac {4\pi r^{3}g(\rho -\rho _{air})d}{3V}}\,}
不過這種方法實際上難以實行。因此也可使用較容易操作的方式：稍微再將電壓V向上調升，讓油滴上升並得到一個新的終端速度v2，再從下式中得到q： 
{\displaystyle qE-W+B=6\pi r\eta v_{2}\,} （電場力 - 重力 + 浮力 = 油滴向上爬升到達終端速度時所受的空氣阻力）

### 黏滯係數的修正
密立根當時的實驗所算出的q與油滴大小有關，這是因為若是油滴太小，以致於和空氣粒子的大小差距不大時，斯托克斯定律將不適用。因此此實驗更精確的黏滯係數η' 應該修正為下式：
{\displaystyle \eta '={\frac {\eta }{1+{\frac {b}{Pr}}}}\,}
P為實驗時的大氣壓力，單位為毫巴 ; r為油滴的半徑，單位為米；b = 6.33 x 10-5米 · 毫巴，為實驗定出的經驗常數。

## 實驗的瑕疵
理查·費曼曾經在1974年，於加州理工學院的一場畢業典禮演說中敘述「草包族科學」（Cargo cult science）時提到：
從過往的經驗，我們學到了如何應付一些自我欺騙的情況。舉個例子，密立根做了個油滴實驗，量出了電子的帶電量，得到一個今天我們知道是不大對的答案。他的資料有點偏差，因爲他用了個不準確的空氣粘滯係數數值。於是，如果你把在密立根之後、進行測量電子帶電量所得到的資料整理一下，就會發現一些很有趣的現象：把這些資料跟時間畫成坐標圖，你會發現這個人得到的數值比密立根的數值大一點點，下一個人得到的資料又再大一點點，下一個又再大上一點點，最後，到了一個更大的數值才穩定下來。
為什麼他們沒有在一開始就發現新數值應該較高？——這件事令許多相關的科學家慚愧臉紅——因爲顯然很多人的做事方式是：當他們獲得一個比密立根數值更高的結果時，他們以爲一定哪裡出了錯，他們會拼命尋找，並且找到了實驗有錯誤的原因。另一方面，當他們獲得的結果跟密立根的相仿時，便不會那麼用心去檢討。因此，他們排除了所謂相差太大的資料，不予考慮。我們現在已經很清楚那些伎倆了，因此再也不會犯同樣的毛病。

密立根油滴实验60年后，史学家发现，密立根一共向外公布了58次观测数据，而他本人一共做过140次观测。他在实验中通过预先估测，去掉了那些他认为有偏差，误差大的数据。